# Chapelle Saint-Barthélémy d'Iffendic
 (janvier 2010).
Si vous disposez d'ouvrages ou d'articles de référence ou si vous connaissez des sites web de qualité traitant du thème abordé ici, merci de compléter l'article en donnant les références utiles à sa vérifiabilité et en les liant à la section « Notes et références ».
Pour les articles homonymes, voir Église Saint-Barthélémy.
Ne doit pas être confondu avec Chapelle Saint-Barthélémy de Montluel.
L'origine de la chapelle remonte au XIIe siècle lorsqu'elle fut construite, en 1152, par les seigneurs de Montfort lorsqu'ils habitaient au Château de Boutavent.
Mais au XVIIIe siècle, la chapelle était délaissée par les religieux de Montfort, et c'est pour cette raison que ce sont surtout les habitants qui continuèrent à entretenir la chapelle.
En 1833, l’actuel édifice religieux est construit à la place de l’ancienne chapelle.
Une histoire raconte qu'au IVe siècle, l'évêque Martin de Tours était de passage dans la région, posa le pied sur une pierre et que la trace de son pas s'y grava à jamais ; c'est donc « le Pas de Saint-Martin ».
La pierre Saint-Martin fut le lieu de plusieurs pèlerinages, qui démarraient de la chapelle Saint Barthélémy.